# ریکاردو گایولا
ریکاردو گایولا (انگلیسی: Riccardo Gaiola؛ زادهٔ ۱ آوریل ۱۹۹۶) بازیکن فوتبال اهل ایتالیا است.
از باشگاه‌هایی که در آن بازی کرده‌است می‌توان به باشگاه فوتبال اینتر میلان اشاره کرد.
وی همچنین در تیم ملی فوتبال زیر ۱۶ سال ایتالیا بازی کرده‌است.